# Michał Drozdowski
Michał Drozdowski (ur. 18 września 1908, zm. 3 września 1998) – polski „Sprawiedliwy wśród Narodów Świata”.

## Życiorys
W trakcie II wojny światowej mieszkał we wsi Sady k. Trembowli nieopodal Tarnopola. Był pacjentem żydowskiego lekarza, Natana Hindesa, który miał żonę Reginę i córkę Marlenę. W kwietniu 1943 r., gdy ich życie stało się szczególnie zagrożone, Drozdowski przygarnął ich do swojego domu. Wykopał dla nich podziemny schron pod stajnią w swoim gospodarstwie, gdzie z oddaniem się nimi opiekował. Mimo że jego sąsiedzi dali przykład udzielania schronienia Żydom, Drozdowski ukrywał swoich podopiecznych przez około rok, aż do zajęcia tych terenów przez Armię Czerwoną i wyparcia Niemców.
Michał Drozdowski jest pochowany na Cmentarzu komunalnym w Brzegu Dolnym (sektorː C2, rządː 21, nr grobuː 10).
1 stycznia 1992 r. Instytut Jad Waszem uhonorował Michała Drozdowskiego medalem „Sprawiedliwy wśród Narodów Świata”.